# جيمس بيري بلات
جيمس بيري بلات (بالإنجليزية: James Perry Platt)‏ هو محامي وقاضي أمريكي، ولد في 31 مارس 1851 في تواندا في الولايات المتحدة، وتوفي في 26 يناير 1913.